# Akreditiv
Akreditiv představuje závazek výstavce, nejčastěji banky, že na základě žádosti klienta (příkazce) a na jeho účet poskytne oprávněné osobě (beneficientovi) určité plnění. Akreditiv má několik pojmově vyhraněných podtypů, nejrozvinutější a nejužívanější je dokumentární akreditiv, naopak např. cestovní akreditiv se již nepoužívá.

## Původ
Akreditiv je starobylý institut obchodního práva. Jeho název je odvozen z francouzského accréditer (pověřovat). Podle komercionalisty Karla Marka se institut vyvinul z prosté kupecké poukázky, jak ostatně napovídají i ekvivalentní názvy jako jsou letter of credit, lettre de crédit, Kreditbrief nebo starší český úvěrní list.

## Použití a účel
Akreditiv vzniká uzavřením smlouvy o otevření akreditivu, která byla upravena v již zrušeném obchodním zákoníku v § 682–691 (měla povahu absolutního obchodu), nyní je upravena v § 2682–2693 občanského zákoníku. Stranami smlouvy jsou příkazce a výstavce, nejčastěji banka. Banka se ve smlouvě zavazuje, že poskytne osobě příkazcem ve smlouvě určené, oprávněnému (beneficientovi) na účet příkazce určité plnění za příkazcem stanovených podmínek. Příkazce se naopak zavazuje k úplatě ve prospěch banky. Podstatnými náležitostmi jsou určení plnění, určení beneficienta, podmínek a doby a vyjádření vůle zaplatit úplatu. Závazek výstavce vůči oprávněnému vzniká až vystavením akreditivu. Dojde-li k jeho potvrzení jinou bankou, jedná se o potvrzený akreditiv, a oprávněný pak může žádat plnění od obou těchto výstavců.
Účelem akreditivu bývá především zvýšení jistoty při platbě (garanční funkce, platební funkce), popřípadě i zprostředkovací funkce.

## Dokumentární akreditiv
Dokumentární akreditiv představuje neodvolatelný abstraktní závazek vystavující banky poskytnout určité peněžní plnění beneficientovi (nejčastěji se jedná o exportéra) proti předložení požadovaných dokumentů (odtud pojmenování dokumentární akreditiv) a splnění dalších akreditivních podmínek.
Vystavující banka nese riziko svého klienta – příkazce (nejčastěji se jedná o importéra). Z toho plyne nutnost řízení tohoto rizika, vystavující banka se proto snaží o omezení svého závazku stanovením maximální částky akreditivu (popř. rámce), lhůtou platnosti, přesnou formulací akreditivních podmínek a zajišťovacími instrumenty (zástava termínovaného vkladu, zástava nemovitostí, pohledávek atp). Vystavení importního/odběratelského akreditivu vyžaduje schválení limitu pro takové obchody ze strany vystavující banky a podpis smlouvy (jednorázové nebo rámcové) mezi vystavující bankou a příkazcem.

### Řešená rizika
- riziko protistrany:
  - protistrana není dostatečně bonitní
  - příkazce s ní nemá dostatečné zkušenosti
  - jedná se o zahraniční subjekt a případné vymáhání dodržení podmínek obchodní smlouvy by bylo velmi obtížné a drahé (zejména mimo členské země EU)
- riziko země – může se řešit i potvrzením akreditivu:
  - vysoká částka kontraktu
  - vysoké nároky na včasnost a kvalitu dodávky

### Finanční výhody, cashflow
Kromě toho umožňuje akreditiv i zlepšení cash flow:
- u importéra může importní akreditiv nahradit zálohové platby, kterými jinak jeho zahraniční dodavatel řeší riziko odběratele,
- u exportéra lze např. odloženou platbu u exportního akreditivu financovat forfaitingem.